# Erik Börjesson

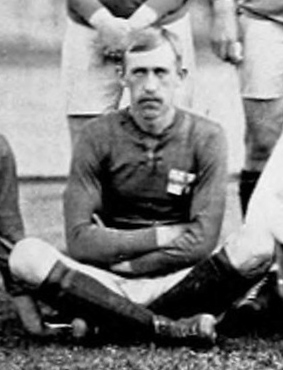
Börjesson in 1912.

Erik Oskar "Börje" Börjesson (1 decembrie, 1886 – 17 iulie, 1983) a fost un jucător de fotbal suedez de la începutul secolului XX. S-a născut la Jonsered, lângă Göteborg, Suedia.

## Cariera
- Jonsereds GIF (-1907)
- IFK Göteborg (1907–1910, 1912–1920)
- Örgryte IS (1910–1912, 1923–1925)